# Ptetica cristulata
Ptetica cristulata är en insektsart som beskrevs av Henri Saussure 1884. Ptetica cristulata ingår i släktet Ptetica och familjen gräshoppor. Inga underarter finns listade i Catalogue of Life.